# Solpugiba pictichelis
Solpugiba pictichelis är en spindeldjursart som först beskrevs av Roewer 1934.  Solpugiba pictichelis ingår i släktet Solpugiba och familjen Solpugidae. Inga underarter finns listade i Catalogue of Life.